# Rauvolfia grandiflora
Rauvolfia grandiflora là một loài thực vật có hoa trong họ La bố ma. Loài này được Mart. ex A.DC. miêu tả khoa học đầu tiên năm 1844.